# Harry Lubse
Henricus Carolus Gerardus „Harry“ Lubse (* 23. September 1951 in Eindhoven) ist ein ehemaliger niederländischer Fußballspieler.

## Karriere

### Verein
Lubse begann seine Karriere in der Jugend des Eindhovener Amateurklubs VV De Spechten. 1968 wechselte er zum PSV Eindhoven. Mit PSV gewann Lubse dreimal die niederländische Meisterschaft, zweimal den nationalen Pokal und in der Saison 1977/78 den UEFA-Pokal.
Im Sommer 1980 wechselte Lubse nach Belgien zu Beerschot VAV, den er im Dezember 1980 bereits wieder verließ, um sich dem niederländischen Zweitligisten Helmond Sport anzuschließen. Am Ende der Saison 1981/82 stieg Lubse mit Helmond Sport in die Eredivisie auf. Nachdem im ersten Jahr der Klassenerhalt knapp geschafft wurde, stieg Helmond am Ende der Saison 1983/84 wieder in die Eerste Divisie ab. Anschließend wechselte Lubse zu Vitesse Arnheim, wo er am Ende der 1984/85 seine aktive Laufbahn beendete.

### Nationalmannschaft
Lubse bestritt sein einziges Länderspiel für die Niederlande am 3. September 1975 beim 4:1 im Spiel gegen Finnland im Rahmen der Qualifikation für die Europameisterschaft 1976. Er stand über die gesamte Spielzeit auf dem Platz und erzielte das Tor zum zwischenzeitlichen 3:1. Nach der erfolgreichen Qualifikation für die Endrunde in Jugoslawien wurde Lubse von Bondscoach George Knobel jedoch nicht berücksichtigt.
Anlässlich der Weltmeisterschaft 1978 in Argentinien wurde er vom neuen Nationaltrainer Ernst Happel in das niederländische Aufgebot berufen, im Verlauf des Turniers jedoch nicht eingesetzt.

## Erfolge
- Niederländischer Meister: 1974/75, 1975/76, 1977/78
- Niederländischer Pokalsieger: 1974, 1976
- UEFA-Pokalsieger: 1977/78
- Vize-Weltmeister: 1978